# Bulbophyllum perpusillum
Bulbophyllum perpusillum är en orkidéart som beskrevs av Hermann Wendland och Friedrich Fritz Wilhelm Ludwig Kraenzlin. Bulbophyllum perpusillum ingår i släktet Bulbophyllum och familjen orkidéer. Inga underarter finns listade i Catalogue of Life.